# Studenten Hockey Club Scoop
Studenten Hockey Club Scoop is een Nederlandse studentenhockeyclub uit Delft.

## Karakteristieken
S.H.C Scoop is als onafhankelijke studentensportvereniging opgericht in 2007 en neemt sinds 2008 deel aan de competities van de Nederlandse hockeybond. Het doel van de vereniging is het aanbieden van hockey voor alle studenten van de TU Delft en De Haagse Hogeschool. 
Naast wedstrijden, trainingen en hockey-clinics organiseert de vereniging ook verschillende sociale activiteiten, zoals galafeesten, kroegentochten, wintersportvakanties en pub-quizzen.  

## Geschiedenis
Tot 2007 beschikte Delft niet over een onafhankelijke hockeyclub voor studenten. Wie wilde hockeyen, moest ofwel eerst lid worden bij het Corps (voor de Delftsche Studenten Hockey Club) of bij Virgiel (voor Sanctus Virgilus Hockey Club Dopie), of zich aansluiten bij een van beide lokale hockeyclubs, die zich niet specifiek op studenten richtten (Hudito en Ring Pass). 
Op een woensdagavond in juni 2007 werd er een hockey-clinic gegeven door international Ronald Brouwer, waar zo'n 30 studenten op af kwamen. Die avond bleek dat er animo was voor een onafhankelijke studentenhockeyvereniging. Zes studenten speelden hierop in, en op 17 december 2007 zag S.H.C. Scoop het licht. Het eerste jaar werd er alleen getraind. In 2008 werden de eerste vier teams ingeschreven bij de competitie van de Nederlandse hockeybond. De vereniging groeide binnen 15 jaar uit tot een vereniging met een kleine 300 leden en dik 10 competitieteams. 

## Sportcomplex
Samen met de twee andere studentenhockeyverenigingen (DSHC, SVHC Dopie) wordt gebruikgemaakt van de hockeyvelden op het Sportcentrum van de TU Delft, genaamd X. Op drie hockeyvelden (twee semi-watervelden en een zandveld) worden iedere zondag competitiewedstrijden gespeeld.

## Interne structuur
De vereniging kent - naast de competitieteams - een aantal commissies en organen, die zorg dragen voor het kunnen behalen van de doelstellingen van de vereniging, en die sociale activiteiten organiseren voor leden, aspirant-leden en reünisten.  